# Cătălin Necula
Cătălin Răducan Necula (Bucarest, 4 dicembre 1969) è un allenatore di calcio ed ex calciatore rumeno, di ruolo difensore.
È il figlio dell'ex calciatore Necula Răducanu.